# Pedro Daniel Martínez Perea
Pedro Daniel Martínez Perea (Mendoza, 5 de março de 1956) - padre católico argentino, bispo de San Luis em 2011-2020.
Foi ordenado sacerdote em 17 de dezembro de 1981 e incardinado na Arquidiocese de Mendoza. Ele trabalhou como capelão paroquial e como juiz do tribunal da igreja. Em 1986 foi incardinado na diocese de San Rafael. A partir de 1993 trabalhou no seminário diocesano e em 2008 tornou-se seu reitor.
Em 7 de dezembro de 2009, o Papa Bento XVI o nomeou bispo coadjutor da diocese de San Luis. Foi ordenado bispo em 19 de março de 2010 pelo Cardeal Héctor Aguer. Ele assumiu o governo na diocese em 22 de fevereiro de 2011, depois que seu antecessor se aposentou.
Aposentou-se em 9 de junho de 2020.